# Schweizerischer Verein für die deutsche Sprache
Der Schweizerische Verein für die deutsche Sprache (SVDS), bis 1993 Deutschschweizerischer Sprachverein, ist ein Verein im Sinne von Art. 60 ff. des Schweizerischen Zivilgesetzbuchs, der sich in der Deutschschweiz für die Förderung der Sprachkultur der deutschen Sprache und eine sachlich angemessene Sprachpflege einsetzt. Der Verein ist offizieller Ansprechpartner der Dudenredaktion bezüglich der deutschen Sprache in der Schweiz.
Der Schweizerische Verein für die deutsche Sprache ist nicht zu verwechseln mit dem Verein Schweizerdeutsch (seit 2018 Mundartforum), der 1938 als Bund Schwyzertütsch gegründet wurde und sich, anders als der SVDS, der schweizerdeutschen Dialekte annimmt.

## Vereinszweck
Der Verein bejaht die Pflege beider Formen der deutschen Sprache in der Schweiz – der Standardsprache und der Mundart. Er ist bestrebt, in der ausgeprägt diglossischen Deutschschweiz das Bewusstsein für die Bedeutung und die Möglichkeiten der deutschen Sprache zu verstärken und zu vertiefen.
Im Fokus steht dabei das Schweizerhochdeutsche, die Schweizer Variante des Standarddeutschen. Der vom Verein eingesetzte Dudenausschuss befasst sich mit den Helvetismen und tritt für deren Berücksichtigung in den Wörterbüchern ein.

## Geschichte und Aktivitäten
Gegründet wurde der Verein 1904 in Burgdorf unter dem Namen Deutschschweizerischer Sprachverein. Seine damaligen Themen waren «Sprachpflege» und «Sprachschutz»; andere Gesellschaften, die damals mit ideologisch vergleichbaren Zielsetzungen – Pflege und Schutz des Einheimischen – gegründet wurden, sind etwa die Schweizerische Vereinigung für Heimatschutz (1905) und der Schweizerische Bund für Naturschutz (1909).
In den Anfangsjahren befasste sich der Verein stark mit dem Verhältnis zwischen den Landessprachen in der Schweiz. Unter anderem wirkte er darauf hin, dass die Bahnhöfe in den deutschsprachigen Teilen der mehrheitlich französischsprachigen Kantone Freiburg und Wallis nicht mehr französisch, sondern deutsch angeschrieben würden. In der französischsprachigen Schweiz wurde er deshalb schon bald als «Sprach-Störenfried» empfunden.
Auf Initiative des Schweizerischen Korrektorenverbands reichte der Sprachverein erstmals 1939 der Redaktion des Dudens eine Liste von Helvetismen für die Ausgabe von 1941 ein. Bis heute ist er Ansprechpartner der Dudenredaktion für alle Angelegenheiten, die das schweizerische Deutsch betreffen.
Nachdem der Nationalsozialismus das Verhältnis der Schweiz zum Hochdeutschen belastet hatte, gründete der Verein 1945 die Monatszeitschrift «Sprachspiegel»: «Wir wollen das Verhältnis von Mundart und Schriftsprache im Gleichgewicht zu halten suchen, aber auch das Recht der deutschen Sprache auf Schweizerboden wahren», hiess es in der ersten Ausgabe programmatisch. Die seit 1955 sechsmal im Jahr erscheinende Zeitschrift behandelt schweizerische und allgemeine Themen der Sprachwissenschaft und der Sprachpraxis.
Auf einen 1966 eingereichten Vorstoss des Schriftführers des Sprachvereins, Nationalrat Alfons Müller-Marzohl, geht die heutige Sektion Deutsch der Zentralen Sprachdienste der Schweizerischen Bundeskanzlei zurück, die mit ihrer Spracharbeit fest in den Gesetzgebungsprozess integriert ist.
Schon lange in der Sprachberatung aktiv, gründete der Verein 1971 eine eigene Stelle für unentgeltliche Sprachauskunft, die – zuerst in Luzern, dann in Basel und heute in Zürich ansässig – seit 2015 in Zusammenarbeit mit der SAL Schule für Angewandte Linguistik unterhalten wird. Beispiele aus der Arbeit der Sprachauskunft werden in der Rubrik «Briefkasten» des «Sprachspiegels» veröffentlicht.
Eine Frucht langen Wirkens für den Sprachverein waren ferner Kurt Meyers grundlegende Publikationen zum Schweizerhochdeutschen, insbesondere Wie sagt man in der Schweiz? (1989) und Schweizer Wörterbuch (2006).

## Publikationen und Herausgeberschaft (Auswahl)
Zeitschriften
- Sprachspiegel. 1945 ff.; erscheint sechsmal jährlich (Digitalisat).
- Jährliche Rundschau des Deutschschweizerischen Sprachvereins. 1912–1941 [mit Aufsätzen zu verschiedenen Themen].
- Mitteilungen des Deutschschweizerischen Sprachvereins. 1917–1944 (Digitalisat).

Monographien
- Hans Bickel, Christoph Landolt: Schweizerhochdeutsch. Wörterbuch der Standardsprache in der deutschen Schweiz. 2., vollständig überarbeitete und erweiterte Aufl. Hrsg. vom Schweizerischen Verein für die deutsche Sprache. Dudenverlag, Berlin 2018, ISBN 978-3-411-70418-7 (1. Auflage Dudenverlag, Mannheim/Zürich 2012, ISBN 978-3-411-70417-0; als E-Book: ISBN 978-3-411-90268-2).
- Johannes Wyss: Richtig oder falsch? Hitliste sprachlicher Zweifelsfälle. Verlag Neue Zürcher Zeitung, Zürich 2016, ISBN 978-3-03810-136-9.
- Peter Heisch: Worthülsenfrüchte. 83 Sprachbetrachtungen. Friedrich Reinhardt Verlag, Basel 2009, ISBN 978-3-7245-1615-6.
- Jürg Niederhauser, Johannes Wyss (Hrsg.): Deutsch in der Schweiz. Hundert Jahre Schweizerischer Verein für die deutsche Sprache (SVDS). verlag sprachverein.ch, Thalwil 2007, ISBN 978-3-905681-30-7.
- Hermann Villiger: Ist das wirklich falsch? Versuch einer Fehlerklassifikation. Huber, Frauenfeld 1977 (Schriften des Deutschschweizerischen Sprachvereins 9).
- Wolfgang Mieder: Das Sprichwort in unserer Zeit. Huber, Frauenfeld 1975 (Schriften des deutschschweizerischen Sprachvereins 8).
- Paul Zinsli: Ortsnamen. Strukturen und Schichten in den Siedlungs- und Flurnamen der deutschen Schweiz. Huber, Frauenfeld 1971, 2. Aufl. 1975 (Schriften des deutschschweizerischen Sprachvereins 7).
- Heinz Rupp: Gesetz und Freiheit in unserer Sprache. Huber, Frauenfeld 1970 (Schriften des Deutschschweizerischen Sprachvereins 6).
- Hans-Martin Hüppi: Sprecherziehung. Anweisungen und Übungen für Deutschschweizer. Huber, Frauenfeld 1970, 3. Aufl. 1975 (Schriften des deutschschweizerischen Sprachvereins 5).
- August Steiger: Wie soll unser Kind heissen? Huber, Frauenfeld 1968 (Schriften des Deutschschweizerischen Sprachvereins 4).
- Roberto Bernhard: Alemannisch-welsche Sprachsorgen und Kulturfragen. Mit Beiträgen von Friedrich Dürrenmatt und Alfred Richli. Huber, Frauenfeld 1968 (Schriften des deutschschweizerischen Sprachvereins 3).
- Hermann Villiger: Bedrohte Muttersprache. Huber, Frauenfeld 1966 (Schriften des deutschschweizerischen Sprachvereins 2).
- Paul Zinsli: Vom Werden und Wesen der mehrsprachigen Schweiz. Rückblick und Ausblick. Feuz, Bern [1964] (Schriften des Deutschschweizerischen Sprachvereins 1).
- Sprache, Sprachgeschichte, Sprachpflege in der deutschen Schweiz. Sechzig Jahre Deutschschweizerischer Sprachverein. 1. und 2., durchgesehene Auflage. Hrsg. von der Geschäftsstelle des Deutschschweizerischen Sprachvereins, Zürich 1964.
- August Steiger: Deutsches Ortsnamenbüchlein für die Westschweiz, das Tessin und Graubünden. Hirzen, Basel 1953. [= 2., bearbeitete und erweiterte Auflage von: Eduard Blocher, Emil Garraux: Deutsches Ortsnamenbüchlein für die Westschweiz. Zürich/Leipzig 1907.]
- Merkblatt für Kaufleute zur Vermeidung von Fremdwörtern. Hrsg. vom Deutschschweizerischen Sprachverein. Verlag des Schweizerischen Kaufmännischen Vereins, Zürich [1944].
- Schweizerdeutsch und Hochdeutsch, jedes an seinem Ort. Eine Sammlung von Stimmen. Hrsg. vom Deutschschweizerischen Sprachverein. Bollmann, Zürich 1938.
- August Steiger: Gottfried Kellers Mutter. Ein Büchlein fürs Volk. Hrsg. vom Deutschschweizerischen Sprachverein. 3. Auflage. Schweizerisches Familien-Wochenblattes, Zürich 1913 (2. Aufl. 1914, 3. Aufl. 1919).
- Heinrich Stickelberger: Schweizerhochdeutsch und reines Hochdeutsch. Ein Ratgeber in Zweifelsfällen bei Handhabung der neuhochdeutschen Schriftsprache. Schulthess, Zürich 1914.
- Heinrich Stickelberger: Die Aussprache des Hochdeutschen. Schulthess, Zürich 1911.

Reihen
- Schriften des Deutschschweizerischen Sprachvereins. Bände 1–9 (siehe oben). Feuz, Bern bzw. Huber, Frauenfeld 1964–1977.
- Volksbücher des Deutschschweizerischen Sprachvereins. Bände 1–15. Verschiedene Verlage, 1918–1945 (?). [Lebensbilder schweizerischer Schriftsteller wie Meinrad Lienert, Conrad Ferdinand Meyer und Jeremias Gotthelf.]